# Calle Córdoba (Tucumán)
La Calle Provincia de Córdoba es una calle de San Miguel de Tucumán, Tucumán, Argentina. Se extiende desde la avenida Avellaneda hasta avenida Mitre, continuando como calle Don Bosco.

## Historia
La calle fue creada originalmente con el trazado colonial original de la ciudad en 1685, extendiéndose a su actual extensión con el ensanche de la traza urbana en 1887. Durante el siglo XX se asentaron diversos comercios y edificios de instituciones públicas y privadas, como el edificio de la tienda departamental Gath y Cháves, el Palacio de Correos de Tucumán y el Club Tucumán de Gimnasia.
Desde su creación, la calle fue cortada entre calles Suipacha y Marco Avellaneda, debido a que pasaban la playa de maniobras de la Estación Tucumán CC. del Ferrocarril Central Córdoba. Desde 1912 se proyectaron diversas ocasiones la apertura de las calles Córdoba y Mendoza, concluyendo con la construcción de un túnel para conectar la arteria vehicular. Las obras comenzaron en 2013, siendo el túnel inaugurado en 2016 por el gobernador Juan Manzur. El túnel posee una extensión de 160 metros, seis metros de ancho y cinco metros de altura. La infraestructura es cerrada cada vez que se inunda por lluvias o hechos vandálicos.

## Sitios de interés
A lo largo de esta calle se desarrollan varios lugares de interés y emblemáticos:
- Colegio Nuestra Señora del Huerto
- Palacio de Correos de Tucumán
- Colegio de Psicólogos de Tucumán
- Escuela Bernardo de Yrigoyen
- Club Tucumán de Gimnasia